# Stratiomys apicalis
Stratiomys apicalis är en tvåvingeart som beskrevs av Walker 1854. Stratiomys apicalis ingår i släktet Stratiomys och familjen vapenflugor. Inga underarter finns listade i Catalogue of Life.